# 阿爾馬茲納亞
阿尔马兹纳（烏克蘭語：Алмазна），又按俄语名译为阿尔马兹纳亚，法理上是乌克兰東部盧甘斯克州阿尔切夫斯克区卡季伊夫卡市镇内的城市，事实上隶属于俄罗斯卢甘斯克人民共和国斯达汉诺夫市议会。该市距离首府卢甘斯克65公里，始建于1870年，面积1.33平方公里，2022年人口数量为4,148人。